# Best Friends Whenever
Best Friends Whenever (Melhores Amigas Sempre (título em Portugal) ou Amigas a Qualquer Hora (título no Brasil)) é uma série de televisão estadunidense desenvolvida pelo Disney Channel, criada por Jed Elinoff e Scott Thomas, com produção executiva de Jed Elinoff, Scott Thomas e Michael Kaplan, e produzida pela It's a Laugh Productions. A série é estrelada por Lauren Taylor como Shelby, e Landry Bender como Cyd.
A série foi cancelada em dezembro de 2016.

## Produção
Best Friends Whenever foi criado por Jed Elinoff e Scott Thomas, também criadores de Randy Cunningham: 9th Grade Ninja. A escolha do elenco começou em janeiro de 2014. Em 6 de março de 2015, a Disney anunciou a série, com produção começando no mesmo mês. A série estreou em 26 de junho de 2015, após a estreia de Teen Beach 2 (no Disney Channel EUA). No Disney Channel Brasil, houve pré-estreias VIPs, a primeira no dia 31 de outubro de 2015, a outra em 14 de novembro de 2015, as duas com o episódio de halloween. A estreia oficial aconteceu no dia 5 de dezembro de 2015. No Disney Channel Portugal a estreia está prevista para janeiro de 2016. Apesar da audiência não tão alta, no dia 29 de Fevereiro de 2016, a Disney renovou a série para uma segunda temporada, com as filmagens previstas para começar em Abril do mesmo ano.

## Elenco
| Ator/Atriz          | Personagem      | Temporada    | Temporada    | Temporada |
| Ator/Atriz          | Personagem      | 1            | 2            |           |
| ------------------- | --------------- | ------------ | ------------ | --------- |
| Lauren Taylor       | Shelby Marcus   | Protagonista | Protagonista |           |
| Landry Bender       | Cyd Ripley      | Protagonista | Protagonista |           |
| Gus Kamp            | Barry Eisenberg | Protagonista | Protagonista |           |
| Ricky Garcia        | Naldo Montoya   | Protagonista | Protagonista |           |
| Benjamin Cole Royer | Bret Marcus     | Protagonista | Protagonista |           |
| Matthew Lewis Royer | Chet Marcus     | Protagonista | Protagonista |           |
| Mary Passeri        | Astrid Marcus   | Recorrente   | Recorrente   |           |
| Kevin Symons        | Norm Marcus     | Recorrente   | Recorrente   |           |
| Madison Hu          | Marci           | Recorrente   | Ausente      |           |
| Bryana Salaz        | Daisy           | Ausente      | Recorrente   |           |

## Episódios
| Temporada | Temporada | Episódios | Exibição original   | Exibição original      | Exibição em Portugal  | Exibição em Portugal | Exibição no Brasil    | Exibição no Brasil  |
| Temporada | Temporada | Episódios | Estreia             | Final                  | Estreia               | Final                | Estreia               | Final               |
| --------- | --------- | --------- | ------------------- | ---------------------- | --------------------- | -------------------- | --------------------- | ------------------- |
|           | 1         | 19        | 26 de junho de 2015 | 22 de maio de 2016     | 11 de janeiro de 2016 | 10 de março de 2017  | 31 de outubro de 2015 | 31 de julho de 2016 |
|           | 2         | 13        | 25 de julho de 2016 | 11 de dezembro de 2016 | 7 de abril de 2017    | 9 de junho de 2017   | 1 de Maio de 2018     | 1 de Maio de 2018   |